# Klapka-induló
A Klapka-indulót, más címen Komáromi indulót Egressy Béni szerezte 1849-ben, amikor a komáromi vár védőjeként szolgált Klapka György seregében.
1849. augusztus 4-én, a sikeres kitörés utáni díszszemlén csendült fel először, és ezt játszották a vár átadásakor is. Az 1848–49-es forradalom és szabadságharc egyik legnépszerűbb indulója lett. A szövegét később Thaly Kálmán írta.

## Szövege, kottája és dallama
| Föl, föl, látjátok lobogómat, indulj utánam robogó had! Zeng, dörg az ágyú, csattog a kard, ez lelkesíti csatára a magyart! | Híres Komárom be van véve, Klapka György a fővezére, büszkén kiáll a csatatérre, hajrá huszárok, utánam előre! |

## Felvételek
- Klapka induló (YouTube)
- A Szentegyházi Gyermekfilharmónia a Parlamentben 2010. november 19-én (YouTube)
- Az 1985. április 4-ei díszszemlén készült felvételen a Klapka indulóra menetelnek a Magyar Néphadsereg dicső katonái! (video.xfree.hu)